# Uzdička penisu
Uzdička penisu (frenulum) je část kůže spojující předkožku s žaludem. Většinu mužů vzrušuje pravidelné přejíždění po uzdičce při masturbaci, nebo její orální stimulace. Je to erotogenní zóna, s množstvím nervových zakončení, citlivých jak na dotek, tak i na tah.
Jedná se v podstatě o kožní řasu, která může být v některých případech kratší, což může vést k jejímu poškození vlivem natržení. Ačkoliv jde o malý úraz, je vlivem četných nervových zakončení bolestivý a krvácivý. Následně je pak toto místo náchylnější k dalším zraněním. Silnější krvácení obvykle dovede dotyčného k lékaři. Problém krátké uzdičky se dá řešit malým operativním zákrokem. Buď dojde k jejímu chirurgickému přetětí (zákrok trvá 5 min) nebo se provede její prodloužení – frenuloplastika (zákrok trvá 30 min., provádí se v místním umrtvení, např. mastí EMLA). Lékař pak doporučí další ošetření. Problém s krátkou uzdičkou je vhodné korigovat před zahájením pohlavního života. Krátká uzdička totiž při styku ohýbá žalud směrem dolů což je při souloži bolestivé, anebo uzdička nedovoluje přetažení předkožky (odhalení žaludu).